# Sara Masoud
Sara Hamdi Masoud (in arabo سارة حمدي مسعود‎?; Doha, 14 agosto 1986) è un'atleta paralimpica qatariota specializzata nel getto del peso e nel lancio del disco e appartenente alla categoria F33.

## Biografia
Nata con una cerebrolesione congenita, ha iniziato a praticare l'atletica leggera paralimpica nel 2010 ed è allenata dalla madre Walid Maghmoul.
Ha debuttato con la maglia del Qatar ai campionati mondiali paralimpici di Lione 2013, dove ha concluso la gara del getto del peso F32/33/34 in diciassettesima posizione. Nel 2014 ha conquitato due medaglie d'oro ai Giochi para-asiatici di Incheon nel getto del peso F32/33 e nel lancio del disco F33/34.
Dopo aver conquistato il quinto posto ai mondiali paralimpici di Doha 2015, nel 2016 è stata la prima donna qatariota a vincere una medaglia paralimpica ai Giochi di Rio de Janeiro 2016, con l'argento nel getto del peso F33.
Nel 2018 ha vinto la medaglia d'argento nel getto del peso F33 ai Giochi para-asiatici di Giacarta, dove si è anche classificata quinta nel lancio del disco F33/34. Nel 2019 si è classificata ottava nel getto del peso F33 ai mondiali paralimpici di Dubai e nel 2021 prenderà parte ai Giochi paralimpici di Tokyo.

## Palmarès
| Anno | Manifestazione       | Sede           | Evento                   | Risultato | Prestazione | Note |
| ---- | -------------------- | -------------- | ------------------------ | --------- | ----------- | ---- |
| 2013 | Mondiali paralimpici | Lione          | Getto del peso F32/33/34 | 17ª       | 3,68 m      |      |
| 2014 | Giochi para-asiatici | Incheon        | Getto del peso F32/33    | Oro       | 4,04 m      |      |
| 2014 | Giochi para-asiatici | Incheon        | Lancio del disco F33/34  | Oro       | 9,86 m      |      |
| 2015 | Mondiali paralimpici | Doha           | Getto del peso F33       | 5ª        | 4,54 m      |      |
| 2016 | Giochi paralimpici   | Rio de Janeiro | Getto del peso F33       | Argento   | 5,39 m      |      |
| 2017 | Mondiali paralimpici | Londra         | Getto del peso F33       | Argento   | 5,39 m      |      |
| 2018 | Giochi para-asiatici | Giacarta       | Getto del peso F33       | Argento   | 5,45 m      |      |
| 2018 | Giochi para-asiatici | Giacarta       | Lancio del disco F33/34  | 5ª        | 8,72 m      |      |
| 2019 | Mondiali paralimpici | Dubai          | Getto del peso F33       | 8ª        | 5,36 m      |      |